# Fan Si Pan
Fan Si Pan, također Phang Xi Pang i Hoang Lien Son, najviši vrh (10.312 stopa [3.143 metra]) u Vijetnamu, leži u Lào Cai tinhu (pokrajina) i čini dio lanca Fan Si–Sa Phin, koji se proteže u sjerusjeverozapad-jugoistok gotovo 19 milja (31 km) između Crvene rijeke (Song Hong) i Crne rijeke (Song Da). Duž većeg dijela lanca nalazi se mnogo strmijih padina na zapadu nego na istoku. Selo Sa Pa, 24 milje (39 km) jugozapadno od grada Lào Cai, bilo je poznato ljetovalište pod Francuzima i dugo je služilo kao baza za penjanje na planinu.